# Trigonaal piramidale moleculaire geometrie
Een trigonaal piramidale moleculaire geometrie is in de scheikunde de geometrie van een molecuul, waarbij in de molecuul één atoom zich op de top van een viervlak bevindt en drie atomen op de hoekpunten van een driehoekig grondvlak. Het viervlak is geen regelmatig viervlak. Wanneer deze onderste drie atomen hetzelfde zijn, is C3v de puntgroep van het molecuul. De moleculen ammoniak, xenontrioxide, fosfortrichloride, arseen(III)chloride, seleenoxydichloride en de ionen chloraat en sulfiet zijn voorbeelden van moleculen met deze moleculaire geometrie. Er kan zich stikstofinversie in moleculen met de trigonaal piramidale moleculaire geometrie voordoen.

## Ammoniak
Aangezien stikstof in ammoniak vijf valentie-elektronen heeft en drie bindingen met waterstof, blijven er twee valentie-elektronen als vrij elektronenpaar over. Dit zou resulteren in een tetraëdrische moleculaire geometrie, met een optimale bindingshoek van 109,5°. Door de aanwezigheid van het vrij elektronenpaar treedt er volgens de valentieschil-elektronenpaar-repulsie-theorie een verstoring in de geometrie op. De bindende elektronenparen komen daardoor dichter bij elkaar te zitten. De bindingshoek bedraagt dan ongeveer 107°.
coördinatiegetal 2: 
lineair · gebogen · 
coördinatiegetal 3: 
trigonaal planair · trigonaal piramidaal · T-vormig 

coördinatiegetal 4: 
tetraëdrisch · vierkant planair · seesaw ·
coördinatiegetal 5: 
trigonaal bipiramidaal · vierkant piramidaal · pentagonaal planair 

coördinatiegetal 6: 
octaëdrisch · pentagonaal piramidaal · 
coördinatiegetal 7: 
pentagonaal bipiramidaal